# فليتشير كوكس
فليتشير كوكس (بالإنجليزية: Fletcher Cox)‏ هو لاعب كرة قدم أمريكية أمريكي، ولد في 13 ديسمبر 1990 في يازو سيتي في الولايات المتحدة.

## وصلات خارجية
- فليتشير كوكس على موقع مرجع كرة القدم المحترفة.كوم (الإنجليزية)